# Чириков, Борис Валерианович
Борис Валерианович Чириков (6 июня 1928, Орёл — 12 февраля 2008, Новосибирск) — советский и российский физик. Создатель теории динамического хаоса в классических и квантовых гамильтоновых системах. Академик РАН.

## Биография
Окончил физико-технический факультет МГУ (МФТИ) в 1952 году. В 1958 году по приглашению Будкера переехал в Новосибирский Академгородок. В Институте ядерной физики СО АН СССР последовательно возглавлял сектор, лабораторию, теоретический отдел. С 1998 года стал главным научным сотрудником. Научно-исследовательскую работу совмещал с преподавательской деятельностью, являясь профессором кафедры общей физики Новосибирского государственного университета.
Один из создателей программы обучения физике на физическом факультете.
Член-корреспондент Академии наук СССР с 1984 года, академик Российской академии наук с 1992 года.

## Профессиональная деятельность
Его ранние работы по динамике пучков в циклических ускорителях и по удержанию плазмы в открытых магнитных ловушках обеспечили теоретический фундамент для основных экспериментов, проводимых в ИЯФ СО РАН.
Получил фундаментальные результаты в основаниях статистической механики.
Важным открытием Бориса Чирикова является отображение, впоследствии получившее название стандартного отображения Чирикова. Квантовый аналог стандартного отображения широко используется для описания явления динамической локализации, которое наблюдается в экспериментах с атомами водорода и ридберговскими атомами в микроволновых полях и в бозе-эйнштейновских конденсатах на оптических решетках.

## Память
Похоронен на Южном кладбище Новосибирска.